# Cine-Teatro Joaquim de Almeida
O Cinema-Teatro Joaquim de Almeida está localizado na atual freguesia de Montijo e Afonsoeiro, na cidade e município do Montijo, em Portugal.
Outrora construído em madeira e localizado na Rua Miguel Pais, o Cinema Teatro Joaquim d’Almeida foi inaugurado em 1957, no mesmo ano do Mercado Municipal de Montijo. O local escolhido foi o da antiga Praça de Touros, sendo o projeto do arquiteto Sérgio Gomes. 
Edifício de linhas sóbrias, ao gosto da década de 1950, tem peças escultóricas da autoria de Martins Correia e José Farinha, aliando o talento às artes, representa as musas inspiradoras – Teatro, Poesia, Dança, Música e Talento.
O Cinema-Teatro Joaquim de Almeida está classificado como Imóvel de Interesse Municipal desde 2009.